# Johan Pontusson De la Gardie
Johan Pontusson De la Gardie född 3 mars 1582 i Reval (nuvarande Tallinn) i Svenska Estland, död 10 mars 1640 på Steninge slott i Husby församling i Stockholms län, var en svensk friherre, ämbetsman och statsman.
Han var son till fältherren Pontus De la Gardie och Sofia Gyllenhielm (dotter till Johan III och Katarina Hansdotter). Han gifte sig med Katarina Kristersdotter Oxenstierna, död 1625 och begravd i Björkviks kyrka, dotter till Krister Gabrielsson Oxenstierna och Beata Karlsdotter (Gera). Den 13 december 1635 gifte han sig med överhovmästarinnan Görvel Posse till Näs.
Johan Pontusson De la Gardie är begravd i Veckholms kyrka i Enköpings kommun.
- 1594 Friherre till Ekholmen i Veckholms socken
- 1611 Ståthållare på Åbo slott
- 1616 Även ståthållare på Tavastehus slott
- 1625–1628 Ståthållare över Reval
- 1630 Lantmarskalk (den senare delen av mötet)
- 1630–1634 Ståthållare i Stockholm och över Uppland
- 1631–1638 Riddarhusdirektör
- 1633 Riksråd

## Barn
1. Beata Johansdotter De la Gardie (1612–1680), gift 1633 med Lennart Torstenson och 1653 med Per Brahe den yngre
2. Sofia De la Gardie (1615–1647), gift 1634 med Jöns Knutsson Kurck den yngre (1590–1652).
3. Katarina De la Gardie (1616–1680), gift 1634 med Fredrik Gustavsson Stenbock (1607–1652).